# Par de la moviola
El nombre del par de la moviola obedece, evidentemente, a la máquina y el sistema de edición de imágenes, conocidos como “la moviola”, que permitía observar un vídeo marcha atrás, muy utilizado para dirimir polémicas deportivas, en las que parecía que el deportista estuviese corriendo hacia atrás. La razón del nombre se encuentra precisamente ahí, en la semejanza con estas imágenes, pues en este par el torero avanza de espaldas, en vez de ganar terreno hacia adelante, hacia el toro.

## Origen y descripción
El creador del par de banderillas a la moviola no es otro que el valenciano Vicente Ruiz “El Soro”, quien afirma que es una suerte llena de pureza, pues se le dan al toro todas las ventajas. 

Es una suerte de poder a poder para la que se necesita tener un especial conocimiento de los terrenos y de las facultades del toro, para medir con precisión su acometida. El torero, corriendo hacia atrás y girando repetidamente sobre su propio eje, cuartea dándole la cara al toro, y el animal acude de frente al encuentro con el torero, hasta llegar a la reunión, donde el torero monta el par en la cara del toro, entre los pitones, y clava en el morrillo, como en un par de banderillas normal o natural.

## Intérpretes
El par a la moviola resulta espectacular de cara al público y exige grandes facultades físicas por parte del torero. Además de su creador, esta es una suerte que dominan a la perfección toreros como El Fandi y el venezolano Jesús Enrique Colombo.